# Chémery-sur-Bar
 Chémery-sur-Bar  là một xã ở tỉnh Ardennes, thuộc vùng Grand Est ở phía bắc nước Pháp.